# Syzygium chavaran
Syzygium chavaran är en myrtenväxtart som först beskrevs av Thomas Fulton Bourdillon, och fick sitt nu gällande namn av James Sykes Gamble. Syzygium chavaran ingår i släktet Syzygium och familjen myrtenväxter. IUCN kategoriserar arten globalt som starkt hotad. Inga underarter finns listade i Catalogue of Life.